# Calle 57 (línea de la Sexta Avenida)
La Calle 57 es una estación en la línea de la Sexta Avenida del Metro de Nueva York de la B del Independent Subway System (IND). La estación se encuentra localizada en Midtown Manhattan entre la Calle 57 y la Sexta Avenida. La estación es servida por los trenes del servicio  las 24 horas.